# Halysson Ferreira
Halysson Henrique Ferreira (Patrocínio, 23 de abril de 1989) é um ciclista brasileiro, vencedor de 2 etapas da Volta Ciclística de São Paulo. Atualmente corre na equipe de Specialized.

## Principais resultados
2010
4º - Prova São Salvador
2011
6º - Classificação Geral do Giro do Interior
3º - GP Israel de Freitas
1º - Etapa 5 da Volta Ciclística de São Paulo
2012
2º - Prova Ciclística Aniversario TV Amapá
3º - Corrida Cidade Macapá
2º - GP São Paulo
1º - Etapa 2 da Volta Ciclística de São Paulo
2013
2º - 2ª etapa do Campeonato Paulista de Resistência/88º Aniversário da FPC
10º - Classificação Geral do Desafio das Américas de Ciclismo